# Lida Gustava Heymann
Lida Gustava Heymann (ur. 15 marca 1863 w Hamburgu, zm. 31 lipca 1943 w Zurychu) – niemiecka feministka, pacyfistka i działaczka na rzecz praw kobiet.

## Życiorys
Przyszła na świat jako trzecia z pięciu córek Gustava Christiana Heymanna, importera kawy z Brazylii, i jego żony Adele z von Hennigów. Uczyła się najpierw w domu, a następnie w gimnazjum dla dziewcząt w Hamburgu. Na przełomie 1884 i 1885 przebywała w internacie w Dreźnie. W latach 1885–1896 mieszkała z rodzicami w Hamburgu. Angażowała się społecznie. Uczyła w szkole dla ubogich i prowadziła szkołę szycia. Ojciec był pod wrażeniem determinacji Lidy i wyznaczył ją na współzarządczynię majątku. Obowiązek ten wypełniła po śmierci ojca (1896) wraz z dwoma jego przyjaciółmi, choć początkowo musiała walczyć o spadek w sądzie, bowiem władze odmówiły jej majątku jako kobiecie. Wygrała, wykorzystując precedens z XIII w.
Skupiła się na walce z prostytucją i handlem żywym towarem oraz sprawą dostępu kobiet do opieki medycznej i oświaty. Środki ze spadku przeznaczyła na utworzenie placówki, która oferowała pracującym kobietom obiady, żłobek i świetlicę. W 1896 podczas strajku robotników portowych w Hamburgu zorganizowała bezpłatny obiad dla strajkujących rodzin. W 1897 współtworzyła koedukacyjne liceum i założyła stowarzyszenia zawodowe dla pracownic komercyjnych i artystek scenicznych. Jako współzałożycielka ruchu abolicjonistycznego w Niemczech weszła w konflikt z prawem, protestując w Hamburgu przeciwko traktowaniu prostytutek i domagając się zniesienia restrykcji dotyczących prostytucji. Równolegle z Anną Pappritz w Berlinie założyła oddział Międzynarodowej Federacji Abolicjonistów (IAF) w Hamburgu (1898). Dążyła do zniesienia regulacji dotyczących prostytucji. Kłótnie Heymann z hamburską policją celną wywołały sensację. Zyskała miano szalonej kobiety. W 1898 założyła stowarzyszenia „Industria”, a w 1900 stowarzyszenia „Frauenwohl”.
Była aktywistką i patronką radykalnego burżuazyjnego ruchu kobiecego w Niemczech. Początkowo działała w Ogólnoniemieckim Stowarzyszeniu Kobiet (ADF), które istniało od 1865 i stanowiło centralny ośrodek burżuazyjnego ruchu kobiecego. Była członkinią zarządu lokalnego oddziału. Później przyłączyła do radykalnego ruchu kobiecego. W 1896 na konferencji kobiet w Berlinie poznała przyszłą partnerkę, Anitę Augspurg, która była absolwentka studiów prawniczych w Szwajcarii i feministką. W 1902 obie należały do grupy założycielskiej Niemieckiego Stowarzyszenia dla Praw Wyborczych Kobiet (Deutscher Verband für Frauenstimmrecht, DFV), który był pierwszą organizacją na rzecz prawa wyborczego kobiet w Niemczech. W 1904 zmieniono nazwę organizacji na Związek dla Praw Wyborczych Kobiet. W 1907 Heymann i Augspurg zaczęły wydawać „Czasopismo walki o prawo głosu dla kobiet”.
Około 1903 przekazała pracownikom zarząd towarzystw socjalnych w Hamburgu, które stworzyła. Planowała studia na uniwersytetach w Berlinie i Monachium. Uczęszczała na wykłady, ale nie ukończyła studiów.
Około 1905 przeniosła się do Bawarii, gdzie wraz z Anitą Augspurg pracowała we własnym gospodarstwie w dolinie rzeki Izary. Do ich otwartego domu zjeżdżały na odpoczynek ich przyjaciółki. Heymann była wegetarianką. Nigdy nie zdała prawa jazdy i wszędzie podróżowała z partnerką.
W 1908 krótko, wraz z partnerką, należała do Freisinnige Volkspartei. Zrezygnowała z udziału, bo czuła się zdominowana przez mężczyzn i nie traktowana po partnersku. Heymann wraz z partnerką i innymi działaczkami z Niemiec uczestniczyła w marszu protestacyjnym, który w czerwcu 1908 zgromadził w Londynie 750 000 sufrażystek. Była to największa demonstracja w Anglii wszech czasów. W 1912 Heymann i Augspurg zrezygnowały z przewodniczenia Niemieckiemu Stowarzyszeniu na rzecz Wyborów Kobiet. Działaczki kontynuowały kampanię na rzecz praw kobiet i w 1912 zorganizowały demonstrację w Monachium. W 1914 Heymann była członkinią i sekretarką radykalno-pacyfistycznej Bund für Frauenstimmrecht (Federacja na rzecz Praw Kobiet). W 1913 Heymann i Augspurg opuściły Niemiecki Związek Wyborów Kobiet, by założyć radykalną Niemiecką Ligę Sufrażystek (Deutscher Frauenstimmrechtsbund).
Po wybuchu I wojny światowej Heymann i Augspurg zobowiązały się do radykalnego pacyfizmu. W latach 1914–1919 Heymann była redaktorką organu Federacji na rzecz Praw Kobiet, czasopisma „Bundesmitteilungen”, na łamach którego nawoływała do natychmiastowego zakończenia wojny. Teksty Heymann i Augspurg podpisywano skrótem AniLid (Anita i Lida). Pseudonim stał się ich znakiem firmowym. Tak też były nazywane przez przyjaciółki podczas spotkań i w korespondencji.
Heymann i Augspurg były głównymi organizatorkami Międzynarodowego Kongresu Kobiet, który odbył się osiem miesięcy po rozpoczęciu wojny w Hadze (28 kwietnia–1 maja 1915). Wzięło w nim udział 1100 przedstawicieli z dwunastu różnych krajów. Heymann i Augspurg zorganizowały kongres w odpowiedzi na odwołanie międzynarodowego kongresu kobiet w Berlinie. Uchwały kończące zjazd w Hadze zostały przesłane do rządów państw europejskich, z których 14 było gotowych na przyjęcie delegacji. Nie udało się wcielić w życie postanowień zjazdu, ale możliwe jest, że stanowiły podstawę 14-punktowego programu Thomasa Woodrowa Wilsona. Na Kongresie Pokoju Kobiet w Hadze zapoczątkowano działalność Internationale Frauenausschuss für dauernden Frieden (IFDF). Heymann kierowała biurem komitetu niemieckiego IFDF w Monachium. Heymann, podobnie jak Augspurg, postrzegał wojnę między narodami jako niezgodę między zdominowanymi przez mężczyzn rządami, którym zabrakło empatii i zrozumienia. Walka o prawa polityczne kobiet była walką o pacyfizm. Rząd niemiecki próbował ograniczył działalność organizacji. W 1916 została rozwiązana. Heymann i Augspurg musiały się ukrywać, aby uniknąć więzienia, bowiem rząd Bawarii uznał ich działalność za niebezpieczną dla wojny. Heymann miała uprawiać niepatriotyczną propagandę. W 1917 oficjalnie wydalono ją z Bawarii. W 1919 IFDF przemianowano na Internationale Frauenliga für Frieden und Freiheit (Międzynarodowa Liga Kobiet na rzecz Pokoju i Wolności, IFFF), która istnieje do dziś. Do 1924 pierwszą wiceprzewodniczącą IFFF była Heymann. IFFF była pierwszą międzynarodową organizacją międzynarodową, która zaprotestowała przeciwko traktatowi wersalskiemu.
Heymann nigdy nie wstąpiła do partii, jednak sympatyzowała z socjaldemokracją i socjalistami. W czasie rewolucji w Niemczech na przełomie 1918 i 1919 była członkinią tymczasowej Rady Narodowej Bawarii. W 1919 startowała z listy Niezależnych Socjaldemokratów (USPD) jako bezpartyjna do Niemieckiego Zgromadzenia Narodowego, ale nie otrzymała wystarczającej liczby głosów. W latach 1919–1933 była wiceprzewodniczącą niemieckiej sekcji Międzynarodowej Ligi Kobiet na rzecz Pokoju i Wolności oraz współredaktorką (z partnerką) czasopism „Die Frau im Staat” i „Zeitschrift für Frauenstimmrecht”. W gazetach ukazywały się teksty pacyfistyczne, demokratyczne i feministyczne. Na przełomie 1929 i 1930 przewodniczyła międzynarodowej konferencji kobiet przeciwko opium i narkotykom.
W 1923, po puczu monachijskim, Heymann i Augspurg zażądały wydalenia Adolfa Hitlera z Niemiec. Na początku 1933 Heymann zorganizowała pokojowy wiec w Monachium przeciwko NSDAP. Kiedy Hitler przejął władzę, Heymann i Augspurg były na Majorce. Ponieważ jak wiele radykalnych feministek były zagrożone aresztowaniem i prześladowaniami, postanowiły nie wracać do kraju. Osiadły w Zurychu.
W 1933 Heymann wsparła powstanie fundacji na rzecz porozumienia międzynarodowego PAX Jugendwerk. Co roku fundacja zapraszała po sześcioro dzieci z Niemiec i Francji na sześciotygodniowe wakacje w Szwajcarii. W latach 1933–1942 była to jedna z podstawowych aktywności społecznych, które Heymann podejmowała za granicą. W 1934 jej majątek w Niemczech został skonfiskowany. Zaginęła biblioteka i wszystkie materiały dokumentujące ich pracę w krajowym i międzynarodowym ruchu kobiecym. Heymann, wspierana przez IFFF, pisała antynazistowskie teksty.
Kiedy w 1937 Anita Augspurg ciężko zachorowała, Lida Heymann wycofała się z życia polityczno-publicznego i opiekowała się partnerką jak pielęgniarka.
Razem spisały wspomnienia zatytułowane Erlebtes – Erschautes: Deutsche Frauen kämpfen für Freiheit, Recht und Frieden 1850–1940, wydane w 1941.
Heymann zmarła na raka. Została pochowana na cmentarzu we Fluntern. Dopiero po śmierci Heymann Anita Augspurg napisała do zaprzyjaźnionego z partnerką Paula Geheeba o uczuciu, które je łączyło przez 40 lat. Wcześniej nigdy otwarcie nie mówiły o swoim związku.

## Wybrane prace
- Frauenstimmrecht, eine Forderung der Gerechtigkeit! Frauenstimmrecht, eine Forderung sozialer Notwendigkeit! Frauenstimmrecht, eine Forderung der Kultur! München 1907
- Das kommunale Wahlrecht der Frauen im Deutschen Reiche. Kastner und Callwey Verlag, München 1910
- Wird die Mitarbeit der Frauen in den politischen Männerparteien das Frauenstimmrecht fördern? Dietrich Verlag, Gautzsch b. Leipzig 1911
- Frauenstimmrecht und Völkerverständigung. Leipzig 1919 (= Nach dem Weltkrieg. Schriften zur Neuorientierung der auswärtigen Politik, Bd. 9)

Zachowały się trzy rękopisy pamiętników Heymann: dwa egzemplarze z różnymi datami u siostrzeńca Heymann oraz jeden egzemplarz w archiwum niemieckiego ruchu kobiecego. Został przekazany przez Annę Rieper, przyjaciółkę Heymann i Augspurg, byłą prezeskę IFFF w Hamburgu. Wspomnienia opublikowano w 1972.

## Upamiętnienie
W Brühl, w bremeńskiej dzielnicy Neustadt oraz w Eimsbüttel w Hamburgu są ulice jej imienia. Od 2009 w Europapassage w Hamburgu istnieje tablica upamiętniająca Heymann.
W 1993 władze miasta Zurych zaleciły wzniesienie kamienia pamiątkowego na cmentarzu Fluntern poświęconego Heymann i Augspurg.
W latach 2009–2015, by uwidocznić i docenić publicznie pracę lesbijek przeciwko dyskryminacji, Państwowa Grupa Robocza ds. Lesbijek w Nadrenii Północnej-Westfalii przyznawała Nagrodę im. Augspurg-Heymann. Od 2017, po przeorganizowaniu rady, nagroda przyznawana jest jako „CouLe – Nagroda dla odważnych lesbijek”.